# Pull&Bear
Pull&Bear és una cadena de botigues de moda presta que està englobada en el grup Inditex. Les seves oficines centrals es troben a Narón (Galícia).

## Història
La cadena neix el 1991, Inditex la compra perquè en aquells moments només comptava amb les botigues Zara. La cadena està dirigida a gent jove que li agrada seguir les tendències del streetwear i que vol una roba casual i còmoda a preus baixos. Va començar sent una marca només per al públic masculí però al cap d'uns anys, el 1998, va introduir una col·lecció per a noies, la qual ha igualat en vendes la línia masculina.
Un any després de la seva creació i seguint amb la política comercial del grup portada anteriorment amb Zara, Pull&Bear obre una primera botiga fora d'Espanya a Portugal, des d'aquest moment la cadena no ha parat de créixer fins a arribar a les actuals 614 botigues a 41 països, Malta, Israel, Irlanda, Xipre, Emirats Àrabs Units, Qatar, Kuwait, Jordània, Líban, Bahrain, Andorra, Polònia, Eslovàquia, Rússia, Estònia, Sèrbia, Romania, El Salvador i Guatemala, essent algunes de les botigues d'aquests països franquícies mentre a Espanya, Portugal, Grècia, Veneçuela i Mèxic són propietat de la marca.
El 1998 amplia les seves línies de roba amb XDYE, una marca de caràcter més urbà i modern amb el qual ha aconseguit un gran èxit i introduint per primer cop col·leccions per a dona, tres anys després introdueix SICKONINETEEN.